# Galeria Blik
Galeria  Blik – galeria sztuki współczesnej utworzona w 2012 r. z inicjatywy gdańskiego malarza, animatora kultury i krytyka sztuki, Marcina Bildziuka. Mieści się na Starym Mieście przy ulicy Korzennej 1D w Gdańsku (naprzeciwko Ratusza Staromiejskiego). Rozpoczęła działalność 3 marca 2012 wystawą zbiorową „Osobowości”. W wystawie wzięli udział artyści: Marcin Bildziuk, Łukasz Rogiński, Andrzej Śramkiewicz, Andrzej Taranek, Piotr Tołysz, Zbigniew Wąsiel. Galeria funkcjonuje pod auspicjami Stowarzyszenia Nowy Port Sztuki. 